# Gregorio Mayans
Gregorio Mayans y Siscar (Oliva, 1699 - Valence, 1781) était un juriste, historien, linguiste, pédagogue, éditeur, polymathe et polygraphe espagnol. Il passe pour être le principal représentant, avec Benito Jerónimo Feijoo, de la première phase des Lumières espagnoles.
Issu d’une famille qui s’était activement engagée aux côtés des Habsbourgs lors de la guerre de Succession (ce qui constituera un handicap pour sa future carrière dans l’Espagne bourbonnienne), Gregorio Mayans entreprit des études de droit, d’abord à Valence, puis à Salamanque, où il noua des contacts avec des novatores (précurseurs des Lumières), qui lui recommandèrent la lecture notamment de Locke, Descartes et Gassendi. Excellent latiniste, il ne limita pas ses études et recherches au domaine juridique, mais approfondit sa culture classique, s’intéressa à l’histoire critique (insistant, à l’exemple de Mabillon, sur l’impératif d’étayer par des documents authentiques la description du passé), et publia des essais de rhétorique et de style — dans ce dernier domaine, il vanta la beauté littéraire des classiques espagnols, contre le baroque décadent qui dominait alors la littérature espagnole, et contre le sermon baroque ; c’est à lui du reste que l’on doit la première biographie de Cervantes. Ayant bientôt laissé Salamanque, il sollicita et obtint un poste d’enseignant en droit civil à l’université de Valence, mais, pas moins qu’à Salamanque, ne put se soustraire aux polémiques, où se mêlaient souvent rancœurs personnelles et intrigues politiques, et préféra, après une longue retraite dans son Oliva natale, s’en aller pour Madrid, dès qu’il y eut obtenu un emploi à la Bibliothèque royale. Dans la capitale, il rédigea un projet de réforme des études de droit dans le cadre d’une réforme générale de l’enseignement, puis (en 1737) un plan ambitieux de rénovation académique et culturelle de l’Espagne, mais ses idées ne seront mises en œuvre que dans une très faible mesure. Quoiqu’entretenant de bons rapports avec les jésuites, il repoussa toute idée d’entrer dans la Compagnie et défendit la position régaliste contre les prétentions papales. Toute sa vie durant, mais plus particulièrement pendant sa retraite à Oliva, Mayans resta en relation épistolaire avec nombre de personnalités politiques, religieuses et intellectuelles, tant espagnoles qu’européennes (dont, brièvement, Voltaire), et fut à même ainsi de faire publier à l’étranger les œuvres de juristes et d’humanistes espagnols, assorties de ses propres annotations.

## Biographie

### Jeunes années et formation
Gregorio Mayans vit le jour à Oliva, ville du littoral méditerranéen, et était l’aîné d’une famille de la petite noblesse valencienne locale. Son père, Pascual Mayans, combattit sous la bannière autrichienne dans la guerre de Succession d'Espagne et, à la suite du débarquement du général Basset dans la baie d’Altea en 1705, transféra le domicile familial à Valence. En 1706, au lendemain de la bataille d’Almansa, qui vit la défaite des Habsbourgs, la famille entière accompagna l’archiduc Charles à Barcelone. Cet engagement politique familial allait entraîner par la suite une certaine marginalisation du fils Mayans dans la future Espagne des Bourbons. Jusqu’en 1713, et avant de retourner à Oliva, Gregorio Mayans étudia au collège de jésuites de Cordelles à Barcelone, où il eut pour condisciples les frères Finestres, dont le futur homme d’étude et juriste Josep Finestres, et où il apprit à la perfection la langue latine, à telle enseigne qu’il composa, à l’occasion de la mort de Marie-Louise-Gabrielle de Savoie en 1714, des vers acrostiches en latin, et avec pour conséquence que, formé ainsi au latin classique, il goûtera peu les subtilités scolastiques. Il reçut, conformément à la coutume de l’époque, la tonsure cléricale, ce qui lui permettra de jouir des bénéfices ecclésiastiques, et du reste maintiendra des rapports cordiaux avec les jésuites, plus particulièrement avec le père Jerónimo Julián, préposé de la Compagnie à Valence. 
Ensuite, à l’instigation de son grand-père, l’avocat Juan Siscar, Mayans entreprit des études de droit à l’université de Valence, où il entra en contact avec quelques-uns des novatores — précurseurs des Lumières espagnoles — les plus éminents, dont en particulier Tomás Vicente Tosca, auteur d’un Compendio matemático (1709-1715), Juan Bautista Corachán, professeur de mathématiques et premier adaptateur espagnol de Descartes, et Baltasar Iñigo, qui le persuadèrent de l’importance de la science moderne et des courants philosophiques nouveaux, incarnés en particulier par Descartes, John Locke et Gassendi. Le père Julián tenta de le faire entrer dans la Compagnie, ce qui fut résolument repoussé par Mayans.
En 1719, il se transporta à Salamanque pour y approfondir ses études juridiques. Mayans eut le loisir d’observer à Salamanque la décadence de l’université et découvrit en même temps les effets pernicieux des réseaux d’influences sur l’enseignement universitaire dispensé par les colegios mayores. Salamanque ayant été le foyer d’une glorieuse école de droit, Mayans eut la possibilité d’acquérir d’importantes œuvres des auteurs les plus prestigieux, tels qu’Antonio Agustín, Jacques Cujas ou Antonio de Covarrubias, ainsi que des manuscrits des meilleurs enseignants du XVIe siècle, en particulier de Francisco Ramos del Manzano et de José Fernández de Retes. Toutefois, Mayans, qui s’interdisait de borner son activité intellectuelle à la seule étude du droit, continuait de jouir d’une grande renommée de latiniste, étonnant par sa maîtrise du latin l’helléniste Manuel Martí, doyen originaire d’Alicante, avec qui l’un de ses professeurs, José Borrull, l’avait mis en relation et qui deviendra son mentor intellectuel et son guide en matière de lectures classiques, tant espagnoles que latines et grecques. Martí orientera la vocation de Mayans en direction des humanités en l’inclinant vers l’étude de la Renaissance et des humanistes espagnols du XVIe siècle, notamment Antonio de Nebrija, Benito Arias Montano, Fray Luis de Granada et Fray Luis de León, Francisco Sánchez de las Brozas (el Brocense), Juan Luis Vives, Jean de la Croix, Thérèse d'Avila, Miguel de Cervantes, etc. Mayans vouera toute sa vie à ressusciter cette tradition, dont les gens des Lumières regrettaient qu’elle eût été dilapidée et oubliée par l’Espagne baroque.

### Professorat à Valence
Mayans n’eut garde de solliciter un poste d’enseignant à l’université de Salamanque et résolut de retourner à Valence pour s’y préparer au grade de docteur en droit et se porter candidat à la chaire de code justinien, poste qu’il obtint en 1723. Il exerça le professorat pendant une décennie, années intenses mais également hautement polémiques, ses confrères de la faculté de droit se montrant en effet continuellement hostiles. 
Parallèlement à ses activités d’enseignant en droit, Mayans s’intéressait également aux différentes facettes de la vie culturelle, découvrant en particulier la beauté littéraire des classiques espagnols. Après un pamphlet en latin contre ses détracteurs, il publia en 1725 son Oración en alabanza de las obras de D. Diego Saavedra Fajardo (en hommage à Diego Saavedra Fajardo) et en 1727 son Oración en la que exhorta a seguir la verdadera idea de la elocuencia española (où il critiqua les excès du baroque et fit l’éloge de la simplicité hispanique et attique des deux Fray Luis — Fray Luis de Granada et Fray Luis de León —, de Vives et du Brocense), écrits qui constituent les premières critiques sérieuses contre le baroque décadent qui dominait alors la littérature espagnole. En 1725, il fit paraître encore Vida de san Gil, abad (sur Gilles l'Ermite) et en 1727 Vida de san Ildefonso (sur Ildefonse de Tolède). Il publia en même temps ses premiers ouvrages juridiques — Ad quinque Iurisconsultorum fragmenta commentarii, de 1723, et Disputationum Iuris liber I, de 1726 —, mais son ouverture intellectuelle n’était pas du goût de tous ses collègues.
Cette même année, il fit le voyage de Madrid, où le reçut avec affection le directeur de l’Académie royale espagnole, Mercurio Antonio López Pacheco, marquis de Villena, et le bibliothécaire royal Juan de Farreras. Il entra en correspondance épistolaire avec Benito Jerónimo Feijoo, mais rompra bientôt avec lui, de même qu’avec le père Enrique Flórez, arguant de la superficialité de leurs connaissances.    
À cette époque, il défendit une réforme des études de droit tendant à diminuer la prépondérance du droit romain et à recentrer l’attention sur le droit autochtone espagnol, cœur d’une réforme générale de l’enseignement qu’il devait exposer plus tard, mais en vain, au ministre José Patiño. À cette occasion, il recommanda, p. ex., que l’enseignement du latin se fasse en langue vulgaire et se fonde sur l’étude des auteurs classiques et non plus sur le latin d’Église, point de vue déjà soutenu par l’humaniste espagnol du XVIe siècle Pedro Simón Abril.

### Bibliothécaire à Madrid
Après s’être vu refuser le professorat à l’université de Valence, par suite d’oppositions où se mêlaient d’insidieuses motivations politiques de bourbonniens et d’austracistes, de foralistes et d’antiforalistes, auxquelles s’ajoutaient les envies et rancœurs suscitées chez ses collègues, Mayans décida de quitter Valence et se mit en quête d’un but politique à quoi sa capacité intellectuelle pût s’attacher. Mais avant cela, en 1730, il saisit l’occasion que représentait le passage par Valence de deux étrangers liés au monde des lettres, l’éditeur lyonnais Roque Deville et le bibliophile allemand, le baron de Schönberg. Ses contacts avec Deville n’eurent pas les résultats escomptés (seul ses Cartas de Nicolás Antonio y de Antonio de Solis seront publiés par lui, en 1733), mais la médiation de Schönberg lui permit d’entrer en contact avec l’éditeur de La Haye Pierre (ou Pieter) D’Hondt, qui consentit à publier son édition de Historia latina de Mariana y la continuación del padre Miñana (1733), avec des critiques, annotations et dédicaces de sa main, quoique sous le nom de Jacinto Jover. D’autre part, Schönberg mit Mayans en rapport avec Johann Burckhardt Mencke, éditeur et directeur des Acta Eruditorum de Leipzig, dans la revue de qui Mayans fit paraître en 1731 un article en latin intitulé Notitia literaria ex Hispania, où il faisait une recension des derniers livres espagnols, notamment El Teatro crítico de Benito Feijoo et le dictionnaire de l’Académie royale espagnole.
Cependant le moyen de quitter Valence lui fut fourni par le cardinal Álvaro Cienfuegos, jésuite austraciste exilé à Rome. Mayans lui confessa les sentiments pro-Habsbourg de sa famille ainsi que les bonnes relations maintenues avec l’archiduc Charles pendant les années où la famille résidait à Barcelone, et Cienfuegos sut lui obtenir, par l’entremise du préposé général de la Compagnie Franz Retz un poste à la Bibliothèque royale de Madrid, le directeur de celle-ci étant en effet toujours un jésuite. C’est là que Mayans édita en 1732 son Epistolarum libri sex, qui lui ouvrit les portes des cercles humanistes d’Europe, et en 1733 son Orador Cristiano, où — de longues années avant le père Isla, mais selon une méthode différente — il critiqua âprement le sermon baroque ; avec un systématisme pédagogique, en recourant aux préceptes de la rhétorique classique, Mayans argumentait que le prédicateur devait exposer la parole de Dieu en se basant sur les Écritures et sur les Saints Pères, et en suivant le modèle des humanistes chrétiens espagnols du XVIe siècle, tels que Louis de Grenade et Jean d'Avila. 

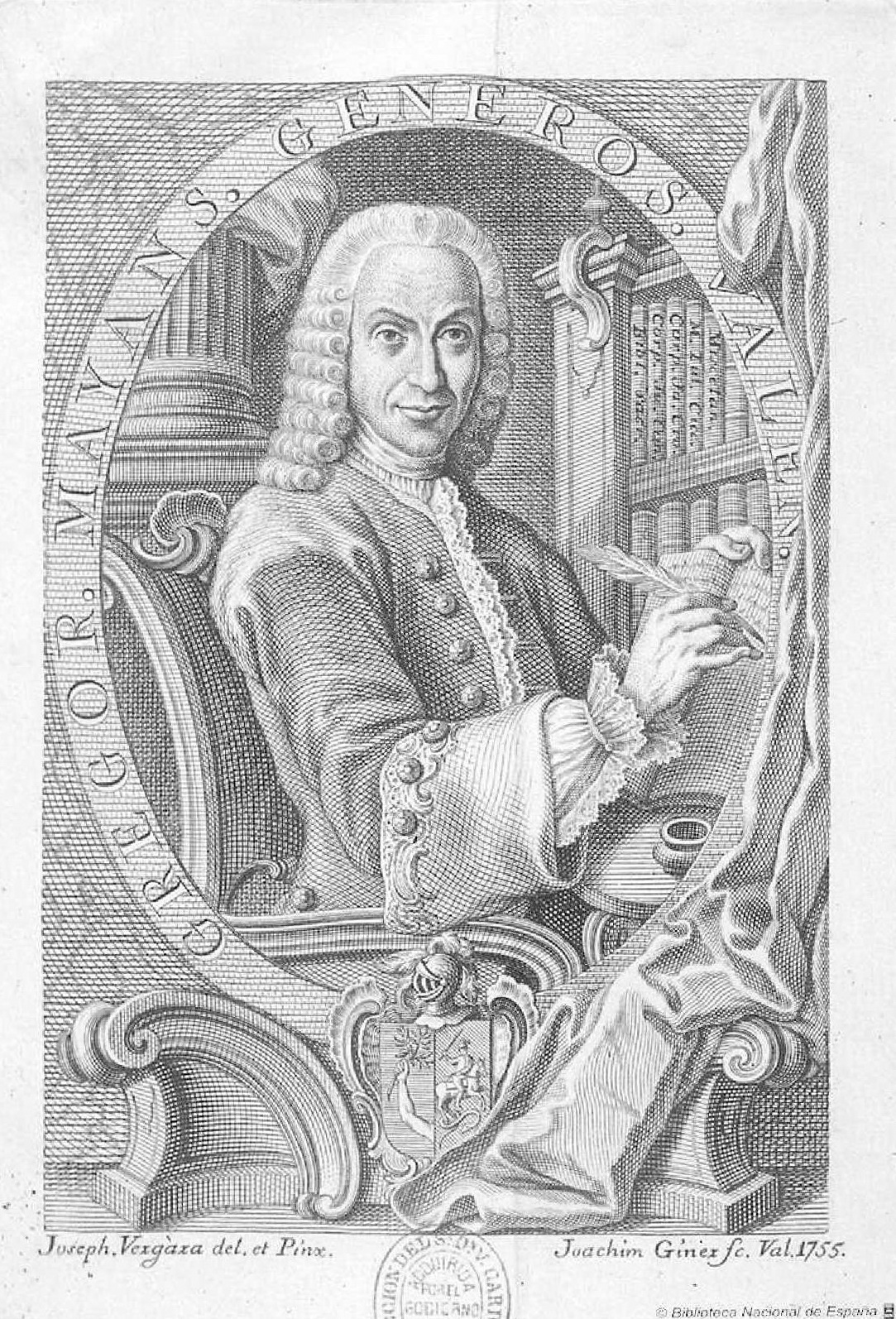
Portrait de Gregorio Mayans y Siscar, burin, 1755. Gravure de Joaquín Giner Grau d'après dessin de José Vergara. Madrid, Bibliothèque nationale d'Espagne.

L’ambition de Mayans cependant était tournée vers l’obtention d’un poste de chroniqueur au Conseil des Indes, mais ses sollicitations furent repoussées. Il suspecta que si le ministre José Patiño restait inflexible à son endroit, c’était pour des motifs politiques, car celui-ci était au courant des anciennes sympathies habsbourgeoises de la famille Mayans, et ce en dépit de ce que Mayans lui eût dédié ses Cartas morales. Lesdites « lettres morales », de 1734, formaient un projet de réforme culturel ambitieux et cohérent, où la critique historique occupait une place de choix ; l’exigence formulée par Mabillon, pour qui seul le document confère validité au fait historique, fondait à son tour la double exigence mise en avant par Mayans, à savoir la recherche et la publication de sources documentaires, et l’attitude critique lors de l’étude du passé. C’est dans cette optique qu’il rechercha les manuscrits de Nicolás Antonio, qui étaient conservés dans la Bibliothèque royale, et qu’il requit les œuvres inédites de Mondéjar auprès des héritiers de celui-ci. 
Dans le domaine de la jurisprudence, il s’activa à publier en 1734 Diálogo de armas y linages de España d’Antonio Agustín, assorti d’une Vida del autor de sa main et dédié au marquis de la Compuesta ; mais, dans ce domaine-là pareillement, il eut à faire face à quantité de polémiques.
L’ambassadeur de Grande-Bretagne, Benjamin Keene, avec qui Mayans était en bonnes relations, le chargea de rédiger Vida de Miguel de Cervantes (1737), première biographie jamais écrite de cet écrivain. En 1737 encore, il envoya au ministre Patiño sa Carta-Dedicatoria comportant un plan ambitieux de rénovation académique et culturelle de l’Espagne, mais ne reçut pas même de réponse.   
Une autre polémique dans laquelle s’impliqua Mayans fut celle autour de l’ouvrage de Francisco Javier de la Huerta y Vega, España primitiva, de 1738, lequel ouvrage, bien qu’avalisé par les Académies royales espagnoles de l’histoire, dont était d’ailleurs membre Huerta lui-même, se basait sur une fausse chronique. Cette fausse source découverte, le Conseil de Castille chargea Martín Sarmiento et Mayans d’en rédiger la censure. Si le bénédictin Sarmiento contesta la validité de l’ouvrage de Huerta, Mayans pour sa part, qui avait connaissance du manuscrit fabriqué, qui en effet se trouvait dans la Bibliothèque royale, non seulement démontra la supercherie (« fable disgracieuse et opposée aux véritables gloires de l’Espagne »), mais aussi critiqua par la même occasion les Académies royales et le Diario de los literatos de España, qui avaient approuvé le travail de Huerta.

### Retraite à Oliva
Sa vie se faisant difficile à Madrid, Mayans décida en 1739, après avoir exercé comme fonctionnaire de la Bibliothèque royale pendant sept ans, de quitter la capitale, et se retira dans son Oliva natale pour s’y adonner à ses études et à ses recherches, et y épouser une sienne cousine, Margarita Pascual. Il fonda en 1742 l’Académie valencienne (« destinée à recueillir et illustrer les souvenirs anciens et modernes appartenant aux choses de l’Espagne »), à travers laquelle il s’efforça de poursuivre son activité historiographique, notamment en publiant les sources documentaires relatives à l’histoire d’Espagne ainsi que les écrits des historiens-critiques les plus illustres, tels que Nicolás Antonio, Mondéjar, etc. Son édition de la Censura de historias fabulosas de Nicolás Antonio eut pour conséquence que l’Académie valencienne fut dénoncée auprès de l’Inquisition, qui toutefois ne donna pas suite, au motif que le livre incriminé n’attentait pas à la doctrine catholique. En revanche, la dénonciation fut jugée recevable par le Conseil de Castille, dont le gouverneur, le cardinal Molina, décréta l’interdiction de Censura de historias fabulosas et décida la saisie des épreuves des Obras chronológicas de Mondéjar et de tous les manuscrits hébergés par Mayans. Nonobstant que peu de mois plus tard la diffusion de la Censura redevînt libre et que les épreuves et les manuscrits fussent restitués, le coup ainsi porté fut fatal. L’Academia Valenciana, qui ne voulut pas se plier aux exigences de contrôle de Montiano, ne s’en remettra pas et, même si elle publia encore les Obras chronológicas, disparut finalement en 1751. 
Entre-temps, Mayans maintenait, en latin ou en espagnol, une correspondance intellectuelle très active avec des érudits espagnols et étrangers ; c’était là pour lui, à présent qu’il s’était retiré à Oliva, le seul moyen de suivre les courants culturels en Espagne et à l’étranger, si bien que son abondante correspondance, qui a été conservée, permet de retracer sa trajectoire et son activité intellectuelles. Parmi ses correspondants espagnols figure une grande variété de personnalités allant de ministres (Carvajal, Ensenada, Roda, Floridablanca) et d’hommes politiques (le comte d’Aranda, Campomanes, des membres du Conseil de Castille) jusqu’à des évêques, des hommes d’Église et des gens de lettres ; en plus du groupe catalan de l’université de Cervera, dont la figure emblématique était Josep Finestres, il reste à signaler deux historiens importants, Enrique Flórez et Andrés Marcos Burriel. S’il se brouilla bientôt avec Flórez, l’échange épistolaire avec Burriel met au jour le véritable magistère de Mayans, mais aussi l’intérêt du jésuite Burriel à obtenir pour son correspondant la reconnaissance officielle et, si possible, son retour dans la capitale. Mayans repoussa cette dernière option, cependant voulut bien, sans pour autant collaborer à la Commission des archives (dont il croyait que c’était une manœuvre politique), guider le jésuite dans ses travaux historiques. Lorsque, dans le sillage du changement de gouvernement de 1754, il fut exigé de Burriel qu’il remette les manuscrits copiés à la Commission des archives, Mayans prit sa défense, ensuite le dissuada de faire le voyage de Californie comme missionnaire, et fut profondément peiné par sa mort en 1762.
À propos de l’application du Concordat de 1737, une polémique éclata entre le nonce Enrico Enríquez et Blas Jover Alcázar, procureur de la Chambre du Conseil de Castille, défendant la position régaliste ; cependant, derrière Jover se tenait en réalité Mayans, qui dans ses propres écrits se montrait plus radical dans l’examen du concordat, le jugeant en effet non valide, vu que les concessions de Rome étaient déjà mises en pratique par les Espagnols et autorisées par les Conseils et les Cours.
Par ailleurs, Mayans faisait grand cas de ses relations culturelles avec les gens de lettres en dehors d’Espagne et soutint depuis Oliva une abondante correspondance européenne, en particulier avec les Portugais Francisco de Almeida, censeur de l’Académie royale d’histoire de Lisbonne, le comte d’Ericeira, Antonio Pereira, très connu en Espagne grâce à sa Tentativa Theologica, de tendance nettement régaliste, et Manuel do Cenáculo de Villas Boas, réformateur de l’université de Coimbra. Il poursuivit depuis Oliva ses échanges épistolaires avec Ludovico Antonio Muratori, qui symbolisait l’attitude de l’homme catholique des Lumières, en quête d’un équilibre entre raison et foi. Parmi ses nouveaux correspondants, le plus important fut Gerard Meerman, Rotterdamois fortuné intéressé aux grands auteurs de la littérature juridique espagnole, avec qui Mayans entra en correspondance à partir de 1747 et qui dédia à Mayans la publication d’ouvrages de juristes espagnols dans son Conspectus, aidant ainsi à diffuser le nom de Mayans en Europe. Mayans mit à la disposition de Meerman les œuvres des juristes espagnols, que celui-ci publia ensuite dans son Novus thesaurus Iuris civilis et canonici.
Outre les ouvrages déjà mentionnés ci-haut, Mayans édita encore les Advertencias a la historia del padre Mariana de Gaspar Ibáñez de Segovia, marquis de Mondéjar, et les œuvres d’Antonio Agustín. Il admirait particulièrement Ambrosio de Morales et Páez de Castro. Dans le domaine littéraire, il avait déjà fait paraître en 1737 son monumental Orígenes de la lengua española, où était mis au jour pour la première fois le Diálogo de la lengua de Juan de Valdés, et avait été collaborateur du Diario de los Literatos sous le pseudonyme de Plácido Veranio ; il fit réimprimer deux fois les Reglas de Ortographía d’Antonio de Nebrija et composa une Rhetórica (1757), qui fait figure également d’intéressante anthologie de la littérature espagnole et une analyse de la prose castillane, indépassable jusqu’à ce qu’advienne le Teatro de la elocuencia española de Capmany.
D’autre part, Meerman mit Mayans en relation avec quelques personnages clef de la culture européenne, dont entre autres : David Clement, éditeur de Hanovre, qui publia en 1753 Specimen bibliothecae hispano-maiansianae, catalogue des livres des grands humanistes espagnols en possession de Mayans ; J. E. I. Walch, directeur de l’Académie latine d’Iéna, dont Mayans sera nommé sociétaire ; l’éditeur genevois Gabriel Cramer, par le truchement de qui Mayans se vit envoyer les livres fondamentaux des Lumières françaises, notamment l’Encyclopédie et l’Esprit des lois, qui fit parvenir à Mayans les œuvres complètes de Voltaire, et à l’intervention de qui put s’établir entre Mayans et Voltaire une brève, mais remarquable correspondance, au sujet de l’influence de Calderón de la Barca sur Corneille ; et deux autres imprimeurs suisses encore, Samuel Tournes et François Grasset.

### Alcalde de Casa y Corteà Madrid
À la montée au trône du roi Ferdinand VI, le ministre Ensenada l’arracha à sa retraite forcée, puis, Mayans ayant été entre-temps totalement réhabilité par Charles III, celui-ci le nomma Alcalde de Casa y Corte (c’est-à-dire haut fonctionnaire et juge de la municipalité de Madrid), office assorti d’une pension à vie. Il fut missionné par Roda, au lendemain de l’expulsion des jésuites décidée par Charles III en 1767, d’établir à l’intention des universités espagnoles un nouveau plan d’enseignement, intitulé par Mayans Idea del nuevo método que se puede practicar en la enseñanza de las universidades de España, lequel cependant fut tronqué et dénaturé sans le moindre égard par les recteurs d’université et ne fut jamais mis en œuvre – tout au plus les ministres et Campomanes y puiseront-ils quelques idées pour servir leurs propres fins. 
D’autre part, il travailla à la rédaction d’une grammaire latine (1768-1770), mais se vit derechef plongé dans un univers d’intérêts et de rivalités. Lassé par toutes ces polémiques dans le champ pédagogique, provoquées dans une large mesure par la soif d’occuper le vide laissé par le départ des jésuites, il se détourna finalement tout à fait des questions universitaires.

### Dernières années
Cependant Mayans poursuivit sa correspondance avec nombre de personnalités de son époque, entre autres avec l’évêque Climent, à qui il confia ses inquiétudes en 1768 :

« J’estime fort que V.S. Illme se propose d’introduire la langue castillane afin que les Catalans puissent apprécier les bons livres que celle-ci possède, cependant, la conservation de la langue catalane reste toujours nécessaire pour l’intelligence des lois, des écrits anciens et des livres, et pour mieux comprendre la Doctrine chrétienne, car dans notre royaume, beaucoup l’apprennent en castillan, et ne la comprennent pas, ne sachant pas la langue étrangère aussi bien que la langue maternelle. »

Il devint en 1776 sociétaire de la Real Sociedad Económica Valenciana de Amigos del País. Nombre de personnalités — anciennes et nouvelles — des Lumières ne cesseront de venir le visiter à Oliva et à Valence, telles que le médecin valencien et philosophe éclectique Andrés Piquer, Francisco Pérez Bayer, Juan Bautista Muñoz, Francisco Cerdá Rico, Cavanilles, Vicente Blasco García, etc. Il consacra ses dernières années à préparer une édition des Œuvres complètes de Juan Luis Vives, qu’il vénérait, toutefois la mort surprit Mayans, octogénaire déjà, en 1781 ; c’est son frère Juan Antonio qui mènera à bien ce travail. 
Mayans est inhumé dans la cathédrale de Valence.

## Source
- (es) Antonio Mestre Sanchis, « Gregorio Mayans y Siscar (dans Diccionario Biográfico Español) », Madrid, Real Academia de la Historia, 2018 (consulté le 17 décembre 2019)

### Publications de Mayans (sélection)
- Orígenes de la lengua española compuestos por varios autores, 2 tomes, Madrid (1737, 1873 & 1981)
- La Vie de Michel de Cervantes Saavedra, Amsterdam (1740 ; original espagnol 1738)
- Gramática de la lengua latina, Valence (1771)
- Rhetórica, 2 tomes, Valence (1786), Oviedo (1989)
- Epistolario, édité par Antonio Mestre, 25 tomes, Valence (1972–2011)
- Obras completas, éditées par Antonio Mestre, 5 volumes, Valence (1983–1986)
  - 1. Historia
  - 2. Literatura
  - 3. Retórica
  - 4. Regalismo y jurisprudencia
  - 5. Ensayos y varia

### Ouvrages sur Mayans
- (es) Antonio Mestre, El Mundo intelectual de Mayans, Oliva, Ayuntamiento de Oliva, 1978
- (es) Jesús Pérez Magallón, En torno a las ideas literarias de Mayans, Alicante, Instituto de Cultura Juan Gil-Albert, 1991, 290 p.
- (es) María José Martínez Alcalde, Las ideas lingüísticas de Gregorio Mayans, Oliva, Generalitat Valenciana, Conselleria de Cultura, Educació i Ciència, coll. « Publicaciones del Ayuntamiento de Oliva », 1992, 490 p.
- (es) Antonio Mestre, Don Gregorio Mayans y Siscar entre la erudición y la política, Valence, Institució Alfons el Magnanim, 1999, 393 p.
- (es) Jaime Siles, Mayans o El fracaso de la inteligencia, Valence, 2000
- (es) Antonio Mestre, Mayans y Siscar y el pensamiento illustrado español contra el absolustismo, León, 2007
- (es) Antonio Mestre, Mayans y la cultura valenciana en la España del siglo XVIII, Oliva, Institució Alfons el Magnànim, Diputació de València, 2010, 131 p.